# Claxton (Georgia)
Claxton város az USA Georgia államában. Lakosainak száma 2602 fő (2020. április 1.).

## Népesség
A település népességének változása:

| 2010 | 2 746 |
| 2020 | 2 602 |